# Wartleiten
Wartleiten ist ein Gemeindeteil des Marktes Wiesenttal im Landkreis Forchheim (Oberfranken, Bayern).

## Geografie
Der Weiler in der Wiesentalb befindet sich etwa zweieinhalb Kilometer westsüdwestlich des Wiesenttaler Gemeindesitzes Muggendorf am östlichen Fuß des Wartleitenberges auf 451 m ü. NHN und besteht aus vier Anwesen.

## Geschichte
Die erste urkundliche Erwähnung war in der zweiten Hälfte des 14. Jahrhunderts unter dem Namen „Wartperg“ in einem Urbar von 1348 des zum Hochstift Bamberg gehörenden Amtes Neideck. Da der Eintrag erst nachträglich vorgenommen wurde, ist das genaue Jahr der Ersterwähnung unbekannt. Zu Beginn des 15. Jahrhunderts war die damalige Einöde als bischöflich-bambergisches Lehen im Besitz der Adelsfamilie von Streitberg. Zusammen mit der Burg Streitburg verkaufte sie den Ort an die Adelsfamilie von Laineck. Im Folgejahr veräußerten diese den Ort an das Fürstentum Bayreuth.

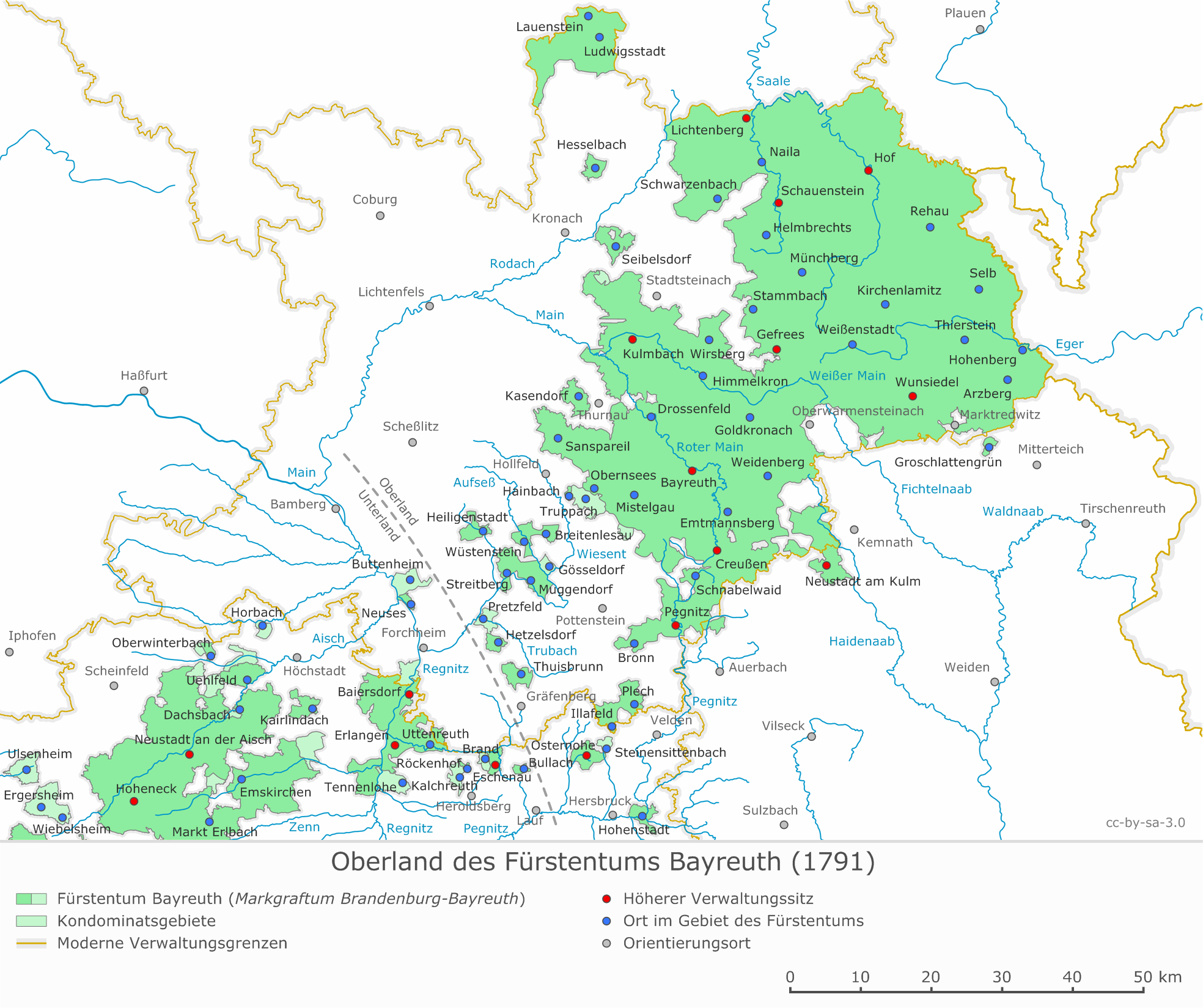
Das Oberland des Fürstentums Bayreuth mit dem Kastenamt Streitberg

Von da an unterstand Wartleiten der Landeshoheit des Markgraftums Brandenburg-Bayreuth. Die Dorf- und Gemeindeherrschaft übte das Kastenamt Streitberg aus. Gegen Ende des 18. Jahrhunderts erfolgte ein neuer Besitzwechsel. Wartleiten wurde 1791/1792 preußisch, nachdem der letzte hohenzollernsche Markgraf Karl Alexander gegen eine Leibrente auf seine Herrschaftsgebiete verzichtet und diese an das von seinen königlichen Verwandten regierte Königreich Preußen übergeben hatte. Das Königreich bildete aus den zersplitterten Gebietsteilen das von Ansbach aus verwaltete Territorium Ansbach-Bayreuth. Im Rahmen des Hauptlandesvergleichs mit dem Kurfürstentum Bayern trat das preußische Königreich unter anderem das gesamte Kastenamt Streitberg an das Kurfürstentum ab, wodurch Wartberg bayerisch wurde.
Durch die Verwaltungsreformen zu Beginn des 19. Jahrhunderts im Königreich Bayern wurde Wartberg mit dem Zweiten Gemeindeedikt 1818 Bestandteil der Ruralgemeinde Streitberg. Im Zuge der Gebietsreform in Bayern wurde diese Gemeinde am 1. Januar 1972 ein Teil der neu gebildeten Gemeinde Wiesenttal.

## Verkehr
Zwei Gemeindestraßen, die in südöstlicher Richtung nach Birkenreuth und Trainmeusel führen, binden an das Straßenverkehrsnetz an.